# Ōsama no Propose
Ōsama no Propose (王様のプロポーズ Ōsama no Puropōzu?), también conocida como King's Proposal en inglés, es una serie de novelas ligeras japonesas escritas por Kōshi Tachibana e ilustradas por Tsunako. Ha sido publicada por el sello Fujimi Fantasia Bunko de Fujimi Shobō desde el 18 de septiembre de 2021, y hasta el momento se han publicado seis volúmenes. Una adaptación a manga web ilustrado por Nemo Kurio se ha publicado en el sitio web Gangan ONLINE de Square Enix desde el 24 de febrero de 2023.

## Sipnosis
Saika Kuozaki es una bruja todopoderosa con una apariencia para morirse. También es la única mujer que puede frustrar las misteriosas entidades que intentan destruir el mundo una vez cada 300 horas. Sin embargo, cuando Saika es herida de muerte, le lega tanto sus poderes como su cuerpo al chico normal de secundaria que se encuentra con ella, Mushiki Kuga. Pero el hecho de que Mushiki tenga sus habilidades no significa que pueda controlarlas. Para tener la oportunidad de salvar el mundo, tendrá que asistir a una academia para magos como Saika, todo mientras mantiene su identidad en secreto.

## Contenido de la obra

### Novela ligera
Ōsama no Propose es escrito por Kōshi Tachibana e ilustrado por Tsunako. El primer volumen fue lanzado por el sello Fujimi Fantasia Bunko de Fujimi Shobō el 18 de septiembre de 2021, y hasta el momento se han lanzado seis volúmenes.
En abril de 2022, Yen Press anunció que habían obtenido la licencia de las novelas ligeras; la primera novela se publicó el 22 de noviembre del mismo año.
| Volúmenes de manga publicados | Volúmenes de manga publicados | Volúmenes de manga publicados |
| Número                        | Fecha de publicación          | ISBN                          |
| ----------------------------- | ----------------------------- | ----------------------------- |
| 1                             | 18 de septiembre de 2021      | ISBN 978-4-04-074075-1        |
| 2                             | 20 de abril de 2022           | ISBN 978-4-04-074076-8        |
| 3                             | 16 de septiembre de 2022      | ISBN 978-4-04-074686-9        |
| 4                             | 20 de abril de 2023           | ISBN 978-4-04-074880-1        |
| 5                             | 20 de septiembre de 2023      | ISBN 978-4-04-075105-4        |
| 6                             | 19 de abril de 2024           | ISBN 978-4-04-075342-3        |

### Manga
Una adaptación a manga web, ilustrado por Nemo Kurio, comenzó en el sitio web Gangan ONLINE de Square Enix el 24 de febrero de 2023.

## Otras lecturas
- Silverman, Rebecca (23 de septiembre de 2022). «The Fall 2022 Light Novel Guide» (en inglés). Anime News Network. Consultado el 11 de abril de 2023.